# Sida schumanniana
Sida schumanniana är en malvaväxtart som beskrevs av Antonio Krapovickas. Sida schumanniana ingår i släktet sammetsmalvor, och familjen malvaväxter. Inga underarter finns listade i Catalogue of Life.